# Randküla
Randküla is een plaats in de Estlandse gemeente Saaremaa, provincie Saaremaa. De plaats heeft de status van dorp (Estisch: küla) en telt 28 inwoners (2021).
Tot in oktober 2017 lag de plaats in de gemeente Orissaare. In die maand ging Orissaare op in de fusiegemeente Saaremaa.

## Geschiedenis
De plaats werd voor het eerst genoemd in 1543 als groepje boerderijen op het landgoed van Maasi. In 1645 was ze onder de naam Rantkülla een dorp.
In 1977 werden de buurdorpen Rannaküla (dat ondanks de sterk gelijkende naam een andere geschiedenis heeft), Hindu en Raugu bij Randküla gevoegd. In 1997 werden Rannaküla, Hindu en Raugu weer zelfstandige dorpen.